# Rodolfo (re)
Rodolfo (... – 508 circa) è stato, all'inizio del secolo VI, l'ultimo re degli Eruli.
Fu alleato del re degli Ostrogoti Teodorico il Grande. Nel 508, fu ucciso in battaglia dal re dei Longobardi, Tatone. La sua sconfitta, nel "Feld" (presso l'antico Norico), segnò la scomparsa degli Eruli dalla storia. 